# Haroué
Haroué is een gemeente in het Franse departement Meurthe-et-Moselle (regio Grand Est) en telt 457 inwoners (2004). De plaats maakt deel uit van het arrondissement Nancy.
Bezienswaardig is het Kasteel van Haroué.

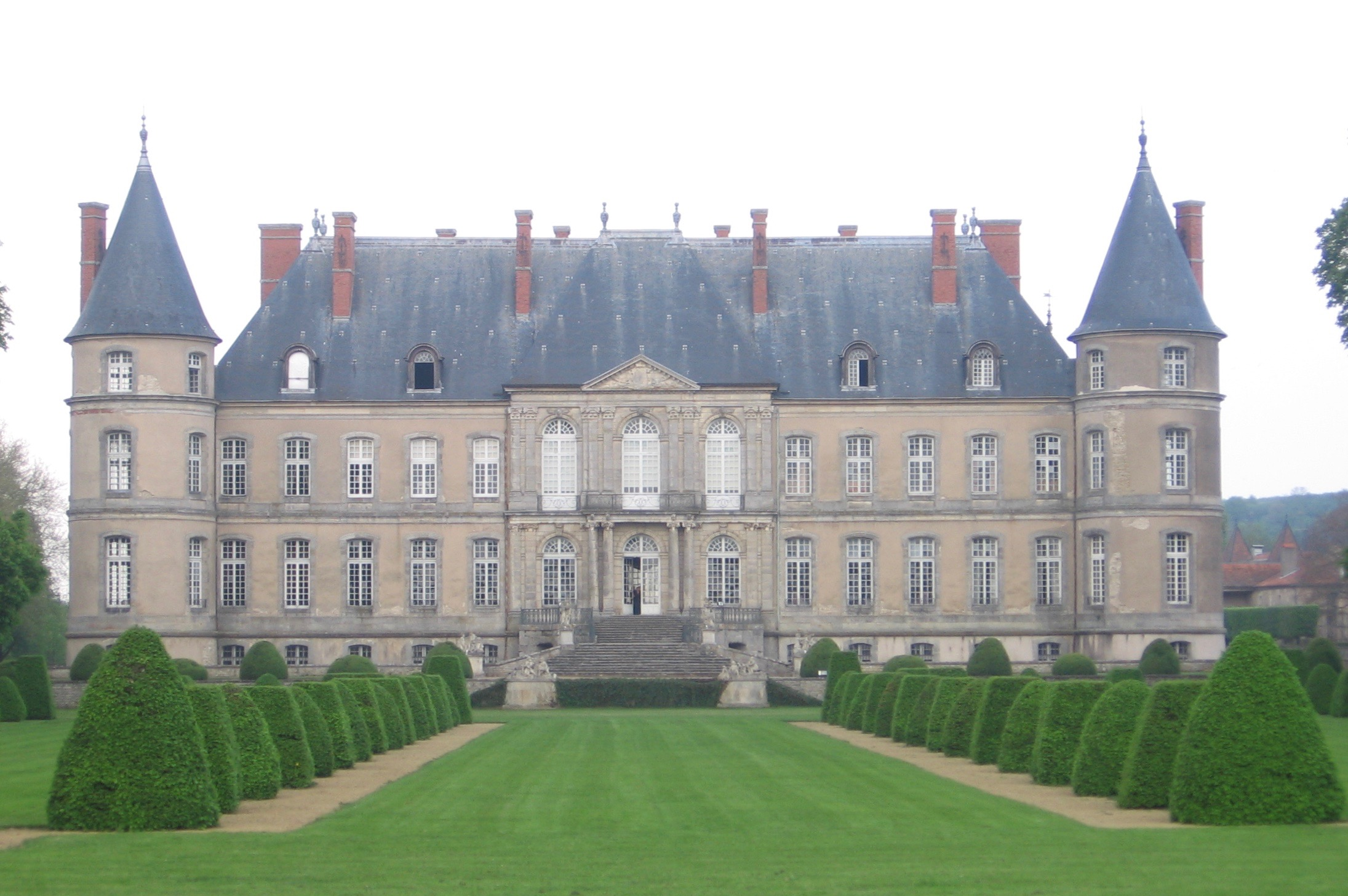
Het Kasteel van Haroué.

## Geografie
De oppervlakte van Haroué bedraagt 4,1 km², de bevolkingsdichtheid is 111,5 inwoners per km².
De rivier Madon stroomt door de plaats.
De onderstaande kaart toont de ligging van Haroué met de belangrijkste infrastructuur en aangrenzende gemeenten.

## Demografie
De figuur rechts toont het verloop van het inwonertal (bron: INSEE-tellingen).

## Geboren
- Charles-Just de Beauvau-Craon (1793-1864), Frans militair en politicus